# Cornelia Oberlander
Cornelia Hahn Oberlander (20 juin 1921 - 22 mai 2021) est une architecte paysagiste canadienne d'origine allemande. Son cabinet, Cornelia Hahn Oberlander Landscape Architects, a été fondé en 1953, après son déménagement à Vancouver.
Au cours de sa carrière, elle contribue à la conception de nombreux bâtiments au Canada et aux États-Unis, notamment le Robson Square et le complexe Law Courts à Vancouver, le Musée des beaux-arts du Canada, l'Ambassade du Canada aux États-Unis, la Bibliothèque publique de Vancouver, le Musée d'anthropologie de l'Université de la Colombie-Britannique et l'édifice de l'Assemblée législative des Territoires du Nord-Ouest à Yellowknife.

## Biographie
Cornelia Oberlander est née à Muelheim-Ruhr, en Allemagne, en 1921,. Elle est la nièce du pédagogue Kurt Hahn, fondateur de l'école Schloss Salem en Allemagne, de  celle de Gordonstoun en Écosse et de l'Atlantic College au Royaume-Uni. Elle est également la nièce d'Elisabeth Jastrow, archéologue américaine d'origine allemande.
À 18 ans, étant juives, sa sœur, sa mère et elle-même échappent aux persécutions nazies après le pogrom de la Nuit de Cristal de 1938 en fuyant vers l'Angleterre. Elles émigrent ensuite aux États-Unis en 1939.
En 1944, elle obtient un baccalauréat du Smith College et, en 1947, elle fait partie de la première classe de femmes diplômées en architecture paysagère de Harvard. Elle y rencontre, Peter Oberlander, qu'elle marie en 1953. Né à Vienne et ayant lui aussi fui les nazis avec sa famille en 1938, il a obtenu un doctorat en planification régionale à Harvard.
Cornelia Oberlander commence à travailler avec Louis Kahn et Oscar Stonorov à Philadelphie, puis avec l'architecte paysagiste Dan Kiley dans le Vermont. Le couple Oberlander déménage ensuite à Vancouver en 1953. La carrière professionnelle de son mari se déroule en tant qu'architecte et en tant que premier professeur d'urbanisme et d'aménagement du territoire au Canada.
Quant à elle, elle fonde un petit cabinet d’architecture paysagère à Vancouver avant de s'intéresser au mouvement d'art moderne qui combinait art et architecture pour aborder les liens entre l'urbanisme et les environnements naturels environnants.
Les premières années de sa pratique indépendante sont consacrées à la conception d'aménagements paysagers pour des projets de logements à loyer modique et des terrains de jeux, dont les plus connus sont le Pavillon du gouvernement canadien, le Centre créatif pour enfants et l'aire de jeux de l'Expo 67 à Montréal.
Elle exerce ensuite à une échelle plus commerciale, travaillant avec des architectes et d’autres professionnels de diverses disciplines pour créer des solutions esthétiques sur des projets d'envergure, apportant son souci de pratiques durables et environnementales.
Oberlander est élue à la fois au Collège des Fellows de l'Association canadienne des architectes paysagistes (en 1981) et au Conseil des Fellows de l'American Society of Landscape Architects (en 1992).
Elle est décédée de la COVID-19 à Vancouver, en Colombie-Britannique, le 22 mai 2021, un mois avant son 100e anniversaire.

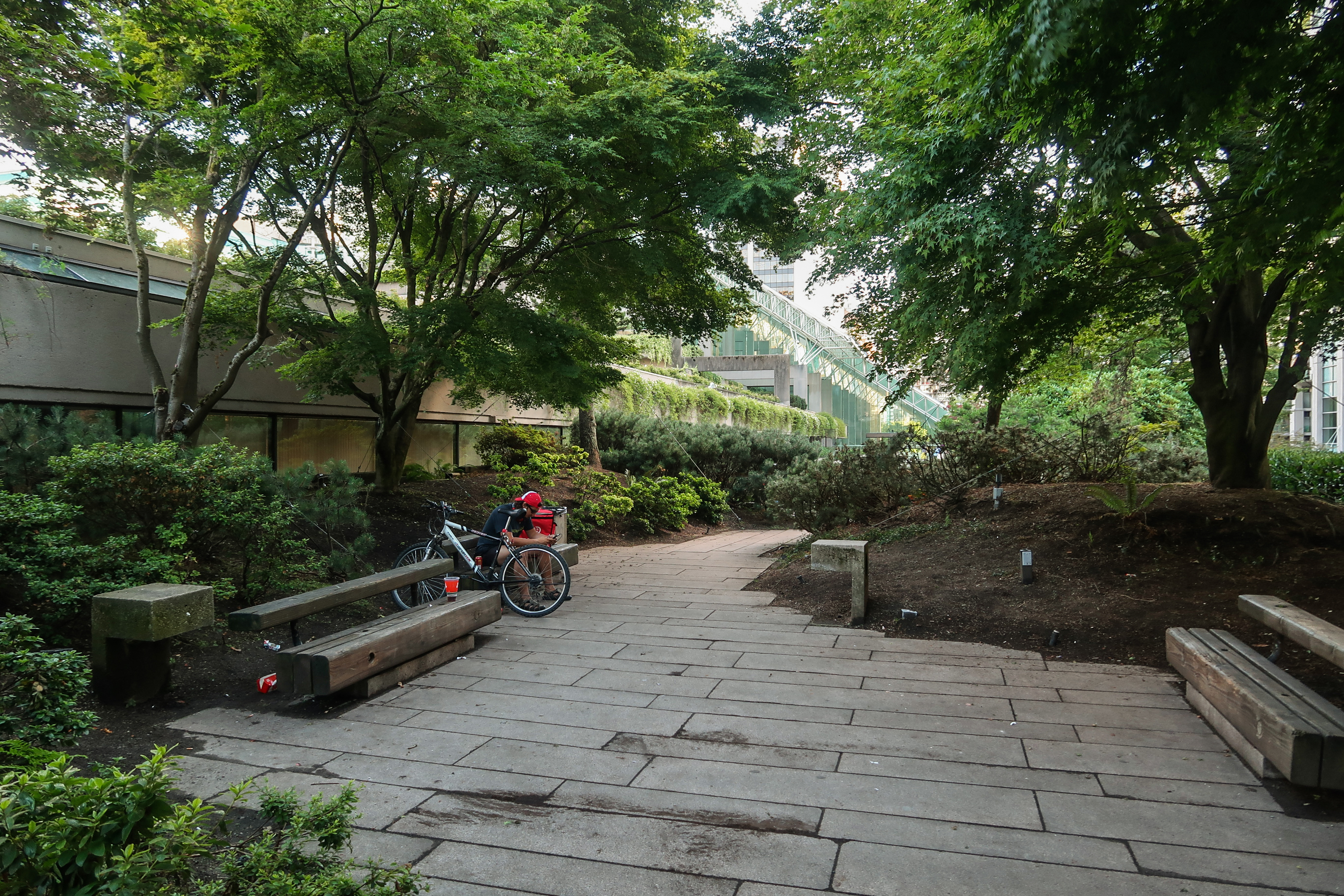
Jardin du Robson Square à Vancouver

Oberlander a réalisé des aménagements paysagers pour des résidences privées, des terrains de jeux (environ 70 au canada), des parcs urbains et d'autres espaces publics, ainsi que des projets majeurs d'aménagement paysager, notamment à Vancouver, New York, Ottawa, Jérusalem et Berlin. Son travail a fait l'objet d'expositions à Montréal, Vancouver, Winnipeg et Edmonton.
Cornelia Oberlander est l’une des architectes présentées dans le documentaire City Dreamers de Joseph Hillel (2018). En 2019, le Cornelia Hahn Oberlander International Landscape Architectural Prize a été créé par la Cultural Landscape Foundation.

## Sources
- (en) Susan Herrington, Cornelia Hahn Oberlander: Making the Modern Landscape, Charlottesville, Presses de l'Université de Virginie, 2014 (ISBN 978-0-81393-459-4).
- (en) Catherine Stinson, Love Every Leaf: The Life of Landscape Architect Cornelia Hahn Oberlander, Toronto, Toudra, 2008 (ISBN 978-0-88776-804-0)